# International Tibet Independence Movement

Die historische Flagge Tibets gilt als ein Symbol für ein unabhängiges Tibet

Die International Tibet Independence Movement (deutsch: Internationale Tibet-Unabhängigkeitsbewegung; auch: Free Tibet Movement) ist eine internationale politische Bewegung, die sich zum Ziel gesetzt hat, das historische Tibet mit den Provinzen Amdo, Kham und Ü-Tsang als unabhängigen Staat zu etablieren. Die Unterstützung dieser Bewegung wird in der Volksrepublik China als illegal angesehen. Sie gründet sich hauptsächlich auf die Initiative von Exil-Tibetern und wird von einigen Organisationen außerhalb der Volksrepublik China gefördert.

## Rangzen
Der tibetische Begriff für Unabhängigkeit lautet rangzen (Wylie: rang btsan). Die Rangzen-Organisation International Tibet Independence Movement (ITIM) wurde am 18. März 1995 von Thubten Jigme Norbu (Taktser Rinpoche) und Larry Gerstein von der Ball State University als nicht profitorientierte Organisation mit Hauptsitz in Indiana gegründet. Das Gründungsdatum der International Tibet Independence Movement ist aber nicht gleichzeitig der Beginn der internationalen Tibet-Unabhängigkeitsbewegung, da schon zu einem früheren Zeitpunkt gegründete Organisationen das Ziel einer Unabhängigkeit Tibets verfolgten. Beispiele sind der 1970 in Dharmshala gegründete Tibetan Youth Congress (TYC) und die 1994 in New York City gegründete Organisation Students for a Free Tibet. Zwischen den Begriffen Freiheit und Unabhängigkeit ist allerdings zu unterscheiden. Der politische Standpunkt derjenigen Tibet-Organisationen die mehr Freiheit für Tibet fordern und der politische Standpunkt derjenigen Tibet-Organisationen die rangzen fordern ist unterschiedlich, was in jedem Einzelfall einer regionalen, nationalen oder internationalen Tibet-Organisation überprüft werden sollte.

## Befürworter und Gegner einer Unabhängigkeit Tibets
Der völkerrechtliche Status Tibets zwischen den Jahren 1912 und 1950 wird unter den Befürwortern und Gegnern einer Unabhängigkeit Tibets heftig diskutiert (s. a. Shimla-Konvention).
Die Befürworter einer Unabhängigkeit Tibets sehen in Tibet nach dem Ende der Qing-Dynastie (1912) durch die Xinhai-Revolution und vor der Etablierung der Volksrepublik China (zur Zeit des chinesischen Bürgerkriegs) einen unabhängigen Staat. Auch während der Zeit der Yuan-Dynastie bis zur Qing-Dynastie sei Tibet weitgehend autonom gewesen. Die tibetische Exilregierung vertritt den Standpunkt, die Volksrepublik China kolonisiere Tibet unrechtmäßig aus Interesse an den Bodenschätzen und aus strategischen Gründen und verletze somit den historischen Status Tibets, sowie das Selbstbestimmungsrecht des tibetischen Volkes. Sie verweist außerdem auf die autokratische Staatsform der Volksrepublik China, das Divide et impera und die Sinisierung Tibets.
Die Gegner der Unabhängigkeit Tibets sehen in Tibet seit der Yuan-Dynastie ein Gebiet, das de jure und de facto zu China gehört. Sie verweisen darauf, dass kein Land nach 1950 diplomatische Beziehungen zu Tibet als unabhängigem Staat aufgenommen hat. Auch habe Tibet seine Zugehörigkeit zu China dadurch bewiesen, dass es 1925 Delegierte zur Versammlung über die Festlegung einer neuen Verfassung für die Republik China geschickt hat, des Weiteren 1931 zum Langen Parlament Chinas, zum 4. nationalen Kongress der Kuomintang 1931, zur Nationalversammlung für eine neue Verfassung 1946 und einer weiteren 1948. Die Volksrepublik China sieht alle Versuche eine Unabhängigkeit Tibets zu erreichen als das Resultat eines westlichen Imperialismus, der mit den britischen Versuchen im späten 19. und frühen 20. Jahrhundert begonnen habe (s. a. Francis Younghusband), um die Integrität und Souveränität der chinesischen Regierung zu untergraben und somit den Status Chinas in der Welt zu schwächen. Auch auf die autokratische und theokratische Struktur der ehemaligen Regierung in Lhasa vor 1959 wird verwiesen, des Weiteren auf die Abkehr Arunachal Pradeshs von China, das die Volksrepublik China als einen Teil Tibets und somit Chinas betrachtet, und das aus Sicht der chinesischen Regierung von Indien besetzt wird. Die tibetische Exilregierung habe ferner kein Recht zu behaupten die rechtmäßige Regierung Tibets zu sein.

## Aufstände und Demonstrationen in Tibet nach 1950
Für eine chronologische Auflistung der Ereignisse vor und nach 1950 siehe auch Hauptartikel: Zeittafel Tibet.
1950 marschierte die chinesische Volksbefreiungsarmee in Tibet ein. Der Gouverneur von Kham Ngapoi Ngawang Jigmê kapitulierte. 1951 wurde das 17-Punkte-Abkommen unterzeichnet.
1955 wurde ein spontaner Aufstand blutig niedergeschlagen. Anschließend schlossen sich verschiedene Stammesgruppen zu einer landesweiten Rebellion zusammen, die sich im Khampa-Widerstand „Chushi Gangdruk“ nach 1957 organisierte.
1959 kam es zu einem weiteren Aufstand, dem Tibetaufstand.
Im Sommer 1969 ereignete sich der sogenannte Nyêmo-Zwischenfall, der u. a. von Melvyn Goldstein untersucht wurde.
In den 1980er Jahren gab es eine Verbesserung der Lage in Tibet durch die Initiative Hu Yaobangs, der 1980 den 1. Sekretär des autonomen Gebiets Tibet, Ren Rong, durch Yin Fatang ersetzte. 1987–1989 kam es nach dem Scheitern der Politik Hu Yaobangs u. a. zu größeren Demonstrationen in Tibet, worauf das Kriegsrecht verhängt wurde.
1996 wurden Dalai-Lama-Bilder in Tibet verboten.
2008 ereigneten sich die tibetischen Unruhen 2008.

### Verschiedene Zahlenangaben und politische Positionen
Nach 1959, nach exiltibetischen Angaben betrug die Zahl der getöteten Personen während des großen Sprungs nach vorn und danach (bis 1969) in Tibet ungefähr 1,2 Millionen. 6500 Tempel und Klöster wurden zerstört. Die Kommunistische Partei Chinas nennt andere Zahlen. Die Verfasser des Schwarzbuch des Kommunismus gehen von einer Zahl von ca. 800.000 Toten aus. Etwa 10 % der Tibeter seien inhaftiert worden und nur wenige hätten dies überlebt. Chinesische demographische Studien gehen davon aus, dass ungefähr 90.000 der 300.000 vermissten Tibeter geflohen seien.
Die tibetische Exilregierung befürchtet, dass sich, obwohl in neuerer Zeit die tibetische Kultur wieder höher geschätzt wird um Touristen anzuziehen, der traditionelle tibetische Lebensstil doch unwiederbringlich geändert habe. Mönche und Nonnen werden demnach immer noch verhaftet, und viele Tibeter (häufig Mönche und Nonnen) versuchen jedes Jahr aus Tibet zu fliehen (s. a. Nangpa La 2006).
Es wird bezweifelt, dass Projekte wie die Lhasa-Bahn oder das Entwicklungsprogramm für den Westen Chinas zum Nutzen der Tibeter sind. Vielmehr wird befürchtet, dass diese Projekte dazu dienen noch mehr Han-Chinesen in Tibet anzusiedeln und die militärische Präsenz der Volksrepublik China in Tibet zu stärken.
Nach einem Zitat von Hu Qili und Tian Jiyuan soll die Bevölkerung Tibets im Jahre 1737 ungefähr 8 Millionen betragen haben. In den folgenden zweihundert Jahren nahm die Bevölkerung Tibets bedingt durch den Buddhismus und das Mönchsleben ständig ab, und im Jahre 1959 sollen noch ungefähr 1,19 Millionen Menschen in Tibet gelebt haben. Im Jahr 2000 waren es 7,3 Millionen, davon 5 Millionen Tibeter, bedingt durch die Aufhebung der Theokratie und den allgemein höheren Lebensstandard.
Dies wird von der Regierung der Volksrepublik China als positiv bewertet. Das Bruttoinlandsprodukt des autonomen Gebiets Tibet habe sich seit der Regierungszeit der Dalai Lamas verdreißigfacht; 22.500 km Straßen wurden gebaut seit 1950; eine säkulare Erziehung wurde etabliert; es gibt nun 25 wissenschaftliche Forschungszentren; die Säuglingssterblichkeit ging von 4,3 % (1950) auf 0.661 % (2000) zurück; die durchschnittliche Lebenserwartung stieg von 35,5 Jahren (1950) auf 67 Jahre (2000); das Gesser Chan, das nur mündlich überliefert war, wurde aufgeschrieben und veröffentlicht; seit den 1980er Jahren wurden 300 Millionen Renminbi investiert um tibetische Klöster zu erhalten und wieder aufzubauen; im Schulunterricht und vor Gerichten werde die tibetische Sprache gesprochen und den Tibetern ginge es nun viel besser als zur Zeit der Dalai Lamas. Die Kulturrevolution wird als landesweite nationale Katastrophe angesehen und die Hauptverantwortlichen (nach Darstellung der Volksrepublik China die Viererbande) wurden verurteilt und seien im modernen China auch nicht mehr denkbar. Das Entwicklungsprogramm für den Westen Chinas sei ein großes, nutzbringendes und patriotisches Unterfangen des Ostens der Volksrepublik China um dem Westen einschließlich Tibet zu helfen einen besseren Lebensstandard zu erreichen.
Umweltschutzorganisationen verweisen demgegenüber auf die Problematik größerer wirtschaftlicher Projekte und des Bergbaus im empfindlichen Ökosystem des Hochlands von Tibet. Tierschutzorganisationen verweisen auf die Bedrohung von u. a. in Tibet lebenden Tierarten, wofür der akut vom Aussterben bedrohte Schneeleopard ein Beispiel ist, der sich an keine staatlichen Grenzen hält.

## Internationale Entwicklungen
Der 14. Dalai Lama sprach oftmals und auf internationaler Ebene über die Frage der Unabhängigkeit Tibets, auch im Kongress der Vereinigten Staaten und vor dem Europäischen Parlament. 1987 startete er eine Kampagne mit dem Ziel, dieses Problem friedlich zu lösen. Er verzichtete auf die Unabhängigkeit Tibets und verlangte lediglich noch den autonomen Status als Sonderverwaltungszone. Dies wurde als Politik des Mittleren Weges bekannt (vgl. Tibet – Fünf-Punkte-Friedensplan).
Obwohl der 14. Dalai Lama seit seiner Flucht aus Tibet 1959 von vielen Seiten auf nationaler und internationaler Ebene unterstützt wird, wird die von ihm gegründete tibetische Exilregierung – die faktisch nur von Tibetern im Exil gewählt werden kann – bislang nicht als offizielle Regierung des tibetischen Volkes anerkannt.
Seit der 14. Dalai Lama, lange vor seinem Rücktritt als Staatsoberhaupt (2011) die territoriale Hoheit Chinas anerkannte, hat sich die Unabhängigkeitsbewegung offiziell auf den Versuch der Wahrung der Menschenrechte in Tibet zu beschränken, um die es seit 2008 schlechter bestellt ist als je zuvor: Seit 2011 protestierten (bis März 2012) 35 Tibeter, vor allem Mönche und Nonnen, durch Selbstverbrennung, die nach buddhistischer Auffassung als karmisch schädlicher gesehen wird als Mord.